# 利马杜阿蒂
利马杜阿蒂是巴西米纳斯吉拉斯州的一个市镇。总面积848.089平方公里，总人口15909人，人口密度18.8人/平方公里。